# Ховрино (платформа)
Ховрино (рос. Ховрино) — пасажирський зупинний пункт Ленінградського напрямку головного ходу Жовтневої залізниці, зупинний пункт на лінії D3 Московських центральних діаметрів. Платформа розташована на межі районів Ховрино і Західне Дегуніно Північного адміністративного округу Москви.
Платформа побудована на дільниці між зупинними пунктами зупинок Грачевська і Лівобережна поблизу станції «Ховрино» Замоскворіцької лінії Московського метрополітену. Відкрита 23 листопада 2020. Платформа Ховрино є складовою частиною великого транспортно-пересадного вузла «Ховрино». До моменту введення в експлуатацію даного зупинного пункту назву «Ховрино» мала платформа Грачевська, розташована за 1,5 км SE. Та перша платформа Ховрино здобула свою назву по залізничній станції, в межах якої була побудована. Новий зупинний пункт з такою самою назвою також розташований в межах цієї станції, але перенесення назви потрібно було через формування транспортно-пересадного вузла.
Зупинний пункт складається з двох берегових пасажирських платформ, сполучених між собою надземним пішохідним переходом у західному торці. Вихід у місто на обидві сторони Жовтневої залізниці (на вулиці Маршала Федоренко і Зеленоградську відповідно) здійснюється через наземні вестибюлі з касово-турнікетними залами. Через південний вестибюль також здійснюється пересадка на станцію метро «Ховрино», а також на міські, приміські та міжміські автобусні маршрути, які відправляються з автовокзалу «Північні ворота».

## Пересадки
- Автобуси: 65, 188, 200, 270, 283, 400Э, 499, 559, 594, 656, 673, 745, 958; обласні: 344, 344к, 344с, 345, 368, 1195
- Метростанцію  Ховрино